# Johann Ludwig Graf Schwerin von Krosigk

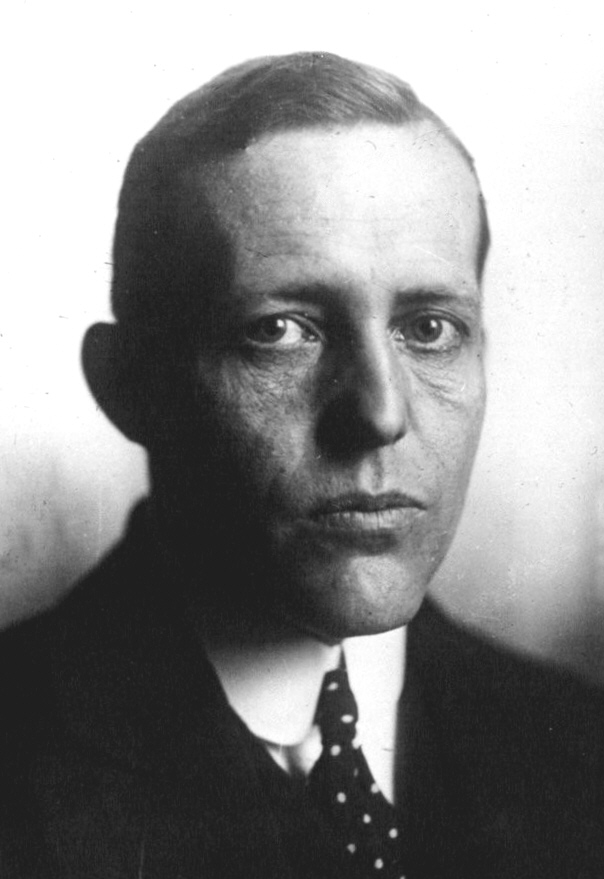
Johann Ludwig Graf Schwerin von Krosigk (1932)

Johann Ludwig „Lutz“ Graf Schwerin von Krosigk, geboren als Johann Ludwig von Krosigk (* 22. August 1887 in Rathmannsdorf/Anhalt; † 4. März 1977 in Essen), war ein deutscher Jurist und Politiker. Vom 2. Juni 1932 bis zum 23. Mai 1945 war er Reichsminister der Finanzen. Er war parteilos, bis er 1937 durch Annahme einer Parteiehrung in die NSDAP aufgenommen wurde.
Nach seinem Aufstieg als Beamter innerhalb des Ministeriums wurde er 1932 zum Finanzminister im Kabinett Papen ernannt. Bei der Machtübernahme der Nationalsozialisten behielt er im Kabinett Hitler seinen Posten und blieb bis zum Ende des „Dritten Reiches“ im Amt. Nach dem Tod Adolf Hitlers wurde Schwerin von Krosigk von dem von Hitler zu seinem Nachfolger eingesetzten Karl Dönitz am 2. Mai 1945 zusätzlich zum Leitenden Minister und Reichsminister des Auswärtigen in der geschäftsführenden Regierung Dönitz ernannt, die nur noch für wenige Tage über kleine Restgebiete des Deutschen Reiches gebot. Somit war er formal der letzte Regierungschef des Deutschen Reiches.

## Leben

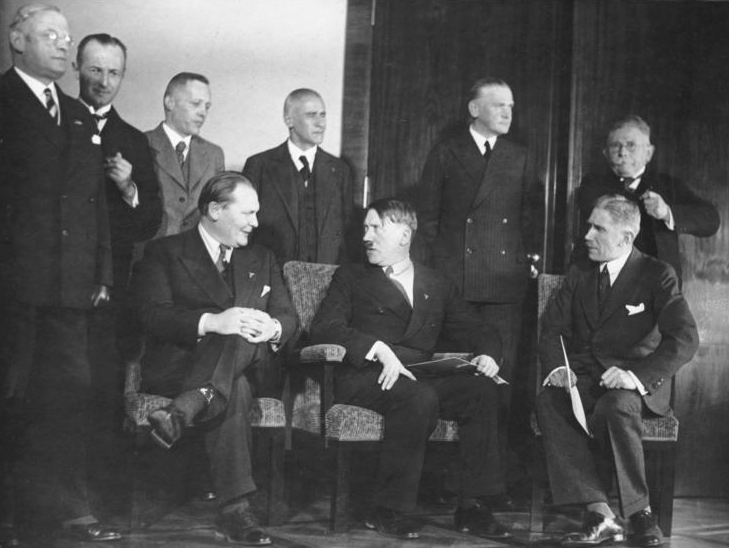
Schwerin von Krosigk im hellgrauen Anzug hinter Göring, Aufnahme des Kabinetts Hitler am 30. Januar 1933, dem Tag von Hitlers Machtergreifung

Lutz von Krosigk war das siebte Kind von Erich von Krosigk (1829–1917) aus dem Adelsgeschlecht Krosigk und das zweite Kind von dessen zweiter Ehefrau Luise Gräfin von Schwerin (1853–1920). Nach dem Abitur an der Klosterschule Roßleben begann Krosigk 1905 ein Studium der Rechts- und Staatswissenschaften an den Universitäten Halle (Saale), Lausanne und Oxford, das er 1909 mit dem Referendarexamen beendete. Am Ersten Weltkrieg nahm von Krosigk als Reserveoffizier teil. Er wurde mit beiden Klassen des Eisernen Kreuzes ausgezeichnet und hatte am Kriegsende den Dienstgrad eines Oberleutnants. 1918 heiratete er Ehrengard von Plettenberg. Aus ihrer Ehe gingen vier Söhne und fünf Töchter hervor.
Im Jahr 1920 arbeitete von Krosigk als Assessor beim Landratsamt in Hindenburg/Oberschlesien. Er wechselte dann als Regierungsrat in das Reichsfinanzministerium nach Berlin. 1922 folgte die Ernennung zum Oberregierungsrat und 1924 zum Ministerialrat. Ab 1929 leitete er als Ministerialdirektor die Etatabteilung des Reichsfinanzministeriums. 1931 übernahm er zusätzlich die Leitung der Reparationsabteilung. 1932 wurde er von Reichskanzler Franz von Papen als Reichsminister der Finanzen in das Kabinett berufen. In dieser Funktion nahm er an der Konferenz von Lausanne teil, die Deutschlands Reparationsverpflichtungen de facto beendete. Er behielt das Amt des Reichsfinanzministers auch unter Papens Amtsnachfolgern Kurt von Schleicher und Adolf Hitler bis 1945.

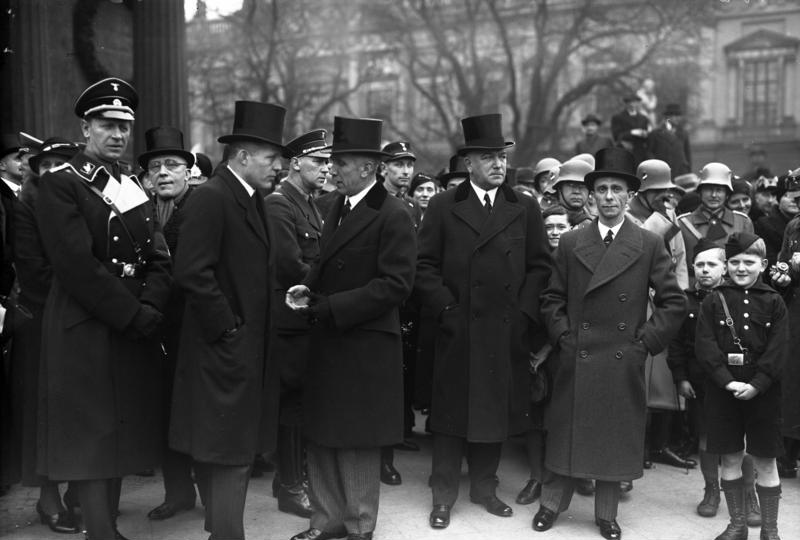
Schwerin von Krosigk am Volkstrauertag 1934 im Gespräch mit Vizekanzler Franz von Papen

Als Kabinettsmitglied unterzeichnete Schwerin von Krosigk am 24. März 1933, neben weiteren Ministern und dem Reichspräsidenten, das Ermächtigungsgesetz. Im April 1933 entließ er auf Befehl Hitlers seinen bisherigen Staatssekretär Arthur Zarden, mit dem er reibungslos zusammengearbeitet hatte, zugunsten des überzeugten Nationalsozialisten Fritz Reinhardt.
Während einer Kabinettsitzung am 30. Januar 1937 verlieh Hitler anlässlich des 4. Jahrestags der „Machtergreifung“ mehreren hohen Offizieren, Beamten und den bisher parteilosen Kabinettsmitgliedern Hjalmar Schacht, Konstantin von Neurath, Franz Gürtner, Paul von Eltz-Rübenach und Johann Ludwig Graf Schwerin von Krosigk das Goldene Parteiabzeichen. Während Paul von Eltz-Rübenach die Annahme ablehnte, wurden die Übrigen durch diesen Verleihungsakt Mitglied der NSDAP (Mitgliedsnummer 3.805.231). Joseph Goebbels schrieb in seinem Tagebuch über Krosigk:

„Er ist zwar vor Beginn jeder Zuspitzung etwas zurückhaltend, bewährt sich dann aber zuverlässig. Dem Typ nach gehört er zu den Beamten, die wir in unserem Staat gut gebrauchen können.“

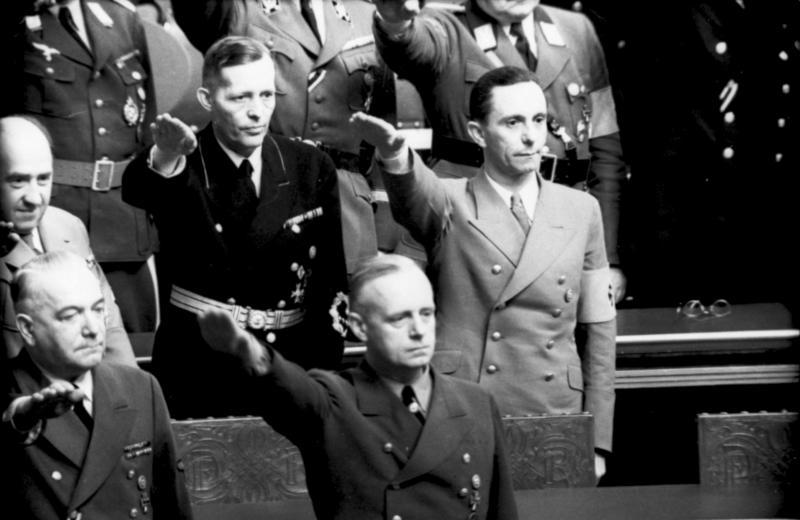
Schwerin von Krosigk links neben Goebbels bei einer Reichstagssitzung 1941

In der traditionellen Finanzpolitik verlor das Reichsfinanzministerium an Bedeutung, weil in vielen Bereichen, Ministerien und Sonderkommissiariaten keine Haushaltspläne mehr aufgestellt werden mussten, die der Finanzminister hätte kontrollieren können. NS-Organisationen unterlagen ohnehin nicht der Kontrolle Schwerin von Krosigks. Zudem ging die Aufrüstung der Wehrmacht, auf die Schwerin von Krosigk keinen Einfluss hatte, weit über die finanzpolitischen Möglichkeiten des Hitler-Staates hinaus, so dass sich das Dritte Reich zunehmend verschuldete. Während des Krieges erzielte Deutschland viele Einnahmen aus den besetzten Ländern. Nach der letzten Kabinettssitzung 1938 konzentrierte sich Schwerin von Krosigk auf die Verwaltung seines Amtes und trat politisch nur noch wenig in der Öffentlichkeit in Erscheinung. Mit Kriegsbeginn hatte er nach eigenen Angaben „kaum mehr unmittelbaren Zugang zu Hitler“ und habe Hitler angeblich während des gesamten Krieges nie über Ressortangelegenheiten „Vortrag halten können“.
Schwerin von Krosigk war einer von vier Reichsministern, die bereits in der Weimarer Republik ins Amt gekommen waren und als Minister von Hitler in dessen Kabinett übernommen wurden. Er blieb bis zum Ende des Dritten Reiches ununterbrochen Minister. Zum Zeitpunkt seines Todes war er der letzte noch lebende Minister eines Kabinetts der Weimarer Republik.

## Kriegsende

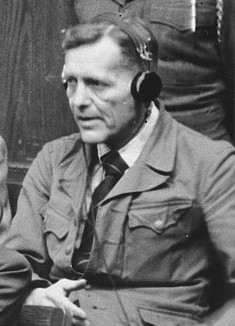
Schwerin von Krosigk auf der Anklagebank in Nürnberg

Während der Schlacht um Berlin, unmittelbar nach dem letzten Geburtstag Hitlers, am 20. April 1945, kam es zu den vorbereiteten Evakuierungsmaßnahmen. Alle Reichsminister sollten sich in Eutin sammeln, da der Raum Eutin-Plön zu dieser Zeit noch kampffrei war. Von Krosigk hatte Ende April 1945 seinen Wohnsitz beim Landrat Waldemar von Mohl in Bad Segeberg. Über die Reichsstraße 432 fuhr von Krosigk täglich nach Eutin und Plön, um dort an Gesprächen der verbliebenen Reichsregierung teilzunehmen. In Hitlers politischem Testament wurde Schwerin von Krosigk als Finanzminister bestätigt. Anfang Mai 1945 ernannte ihn Karl Dönitz zum Leitenden Minister und Reichsaußenminister.
Als Leitender Minister der geschäftsführenden Reichsregierung (Kabinett Schwerin von Krosigk) in Flensburg-Mürwik verkündete er über den Reichssender Flensburg am 7. Mai 1945 gegen Mittag die Nachricht über die bedingungslose Kapitulation der Wehrmacht, die am 8. Mai um 23:01 Uhr in Kraft treten sollte. Damit war der Krieg in Europa beendet.

## Nachkriegszeit
Am 23. Mai 1945 wurden er und sein Kabinett im Sonderbereich Mürwik verhaftet, und die Alliierten übernahmen am 5. Juni 1945 mit dem Alliierten Kontrollrat auch formell die oberste Regierungsgewalt in Deutschland als Ganzem. Zuerst war er in der Flak-Kaserne Ludwigsburg und danach im Kriegsgefangenenlager Nr. 32 (Camp Ashcan) im luxemburgischen Bad Mondorf interniert. Später wurde er ins Zellengefängnis Nürnberg verbracht und im zu den Nürnberger Prozessen gehörenden Wilhelmstraßen-Prozess am 14. April 1949 unter anderem wegen Plünderung des Eigentums deportierter Juden durch die Finanzämter zu zehn Jahren Haft als Kriegsverbrecher verurteilt. Sein Verteidiger war Stefan Fritsch. Er selbst nannte dieses Urteil „gerechte Sühne für eine auf ganz anderer Ebene liegende Schuld, eben für die Schuld des abgestumpften und eingeschläferten Gewissens“. Am 31. Januar 1951 wurde er aufgrund einer Amnestie aus dem Kriegsverbrechergefängnis Landsberg entlassen und in die Organisation Gehlen aufgenommen.
Schwerin von Krosigk lebte danach in Essen und war als Schriftsteller und Publizist tätig. 1975 veröffentlichte er eine Biographie nach Briefen, Tagebüchern und anderen Dokumenten über Jenny Marx, Karl Marx’ Ehefrau und Halbschwester seiner Großmutter Louise (gen. Lisette) von Krosigk, geb. von Westphalen (1800–1863).

## Familienname und Nachfahren
Geboren als Johann Ludwig von Krosigk, wurde er 1925 von seinem Onkel Alfred Graf von Schwerin, dem Bruder seiner 1920 verstorbenen Mutter, Luise Gräfin von Schwerin, adoptiert und führte fortan den vererbbaren Titularnamen Graf Schwerin von Krosigk.
Krosigk heiratete 1918 Ehrengard von Plettenberg (1895–1979), Tochter von Friedrich von Plettenberg-Heeren und Ehrengard von Krosigk (1873–1943), einer Tochter aus der ersten Ehe seines Vaters Erich von Krosigk. Das Paar hatte vier Söhne und fünf Töchter; zu den Nachfahren zählen:
- seine Tochter Anna Luise Gräfin Schwerin von Krosigk (1920–1979)
- sein Sohn Friedrich Wilhelm Erich Franz Schwerin von Krosigk (1921–1943)
- seine Tochter Ehrengard Bertha Minetta von Bismarck (1922–2012; geborene Gräfin Schwerin von Krosigk)
- sein Sohn Anton Graf Schwerin von Krosigk (1925–2022), Landrat
- seine Tochter Felicitas-Anita Siegfriede von Oldenburg (* 1941; geborene Gräfin Schwerin von Krosigk)

und die Enkel
- Wilfried Schwerin von Krosigk (* 1954), Künstler und Drehbuchautor
- Beatrix von Storch, geb. Herzogin von Oldenburg (* 1971), Politikerin (AfD)

## Veröffentlichungen
- Nationalsozialistische Finanzpolitik. (= Kieler Vorträge. Band 41), Fischer, Jena 1936.
- Wirtschaft und öffentliche Finanzen – Vortrag. Aachen 1935.
- Deutschlands Kriegsfinanzierung. Rede vor der Ungarisch-Deutschen Gesellschaft in Budapest. Deutsche Informationsstelle, Berlin 1941.
- Es geschah in Deutschland. Menschenbilder unseres Jahrhunderts. Wunderlich, Tübingen 1951.
- Die große Zeit des Feuers – Der Weg der deutschen Industrie. Wunderlich, Tübingen 1959.
- Alles auf Wagnis – der Kaufmann gestern, heute und morgen. Wunderlich, Tübingen 1963.
- Persönliche Erinnerungen. Drei Bände. Selbstverlag, Essen 1973–1974.
- Staatsbankrott. Die Geschichte der Finanzpolitik des Deutschen Reiches von 1920 bis 1945, geschrieben vom letzten Reichsfinanzminister. Musterschmidt, Göttingen 1975, ISBN 3-7881-1679-X.
- Jenny Marx. Liebe und Leid im Schatten von Karl Marx. Eine Biographie nach Briefen, Tagebüchern und anderen Dokumenten. Staats-Verlag, Wuppertal 1975 (zweite Auflage, 1976), ISBN 3-87770-015-2.
- Memoiren. Seewald, Stuttgart 1977, ISBN 3-512-00468-7 (Kurzfassung der Persönlichen Erinnerungen).
- Die großen Schauprozesse. Politische Justiz. Universitas, München 1981, ISBN 3-8004-1011-7.